# NGC 4965
NGC 4965 (другие обозначения — ESO 443-70, MCG -5-31-36, UGCA 326, AM 1304-275, IRAS13044-2757, PGC 45437) — галактика в созвездии Гидра.
Этот объект входит в число перечисленных в оригинальной редакции «Нового общего каталога».
В галактике вспыхнула сверхновая SN 2000P типа IIn, её пиковая видимая звездная величина составила 14,1.